# Archidiocèse de Rabat
 (septembre 2024).
- Si vous ne connaissez pas le sujet, laissez ce bandeau (vous pouvez alors contacter les auteurs).
- Si vous supprimez le contenu mis en cause (vous pouvez préalablement contacter les auteurs),

argumentez précisément cette suppression dans la page de discussion
(un manque de référence n'est pas un argument ; une recherche réelle de référence doit avoir été effectuée, être formellement documentée).
L'archidiocèse de Rabat, au Maroc, a été érigé canoniquement le 14 septembre 1955 par le pape Pie XII. Auparavant, il avait été érigé en vicariat apostolique de Rabat le 2 juillet 1923 par division du vicariat apostolique du Maroc. Son évêque est Cristóbal López Romero, SDB, qui siège à la cathédrale Saint-Pierre de Rabat.
Ce diocèse, directement sous l'autorité du Saint-Siège, a une superficie de 400 000 km² et une population catholique de 22 000 fidèles, soit 0,1 % de la population totale. Trente-sept prêtres portent leur ministère dans cinquante-sept paroisses et il y a près de 200 religieux et religieuses.
Le christianisme était présent au futur Maroc depuis le IIe siècle. Au IVe siècle, il y avait 123 diocèses en Maurétanie Tingitane.
La première mission chrétienne suivant la conquête arabo-musulmane a été fondée en 1234 par le père Angelo, un frère franciscain. Il trouva la mort par le martyre ainsi que ses quatre confrères à Marrakech. Ce légat est devenu le premier évêque du Maroc, après quoi la juridiction apostolique est tombée sous l'archidiocèse de Séville de 1566 à 1631. 
Il y avait 10 000 diocésains en 1907, 360 000 en 1950. Après l'indépendance, leur nombre a diminué, mais dans une proportion moindre que dans l'archidiocèse d'Alger en Algérie. 
Il s'est tenu un synode à Rabat de 1993 à 1995. L'enseignement catholique est sous la tutelle de l'ECAM. Les écoles religieuses ont été « marocanisées », de sorte qu'il n'y a plus que des élèves musulmans qui fréquentent les écoles catholiques. 

## Vicaires apostoliques et archevêques

### Vicaires apostoliques
- Victor Colombanus Dreyer, Ordre des frères mineurs : 1923-1927, transféré comme vicaire apostolique du canal de Suez
- Henri Vielle, Ordre des frères mineurs : 1927-†1946,
- Louis-Amédée Lefèvre, ordre des frères mineurs : 1947-1955, nommé archevêque de Rabat.

### Archevêques
- Louis-Amédée Lefèvre, ordre des frères mineurs : 1955-†1968,
- Jean Chabbert, ordre des frères mineurs : 1968-1982, transféré à Perpignan,
- Hubert Michon : 1983-2001,
- Vincent Landel, Prêtres du Sacré-Cœur de Jésus : 2001-2017,
- Cristóbal López Romero, Salésien depuis 2017

## Églises de l'archidiocèse
- Église Notre-Dame-de-Lourdes de Casablanca
- Église des Saints-Martyrs de Marrakech